# Juri Fjodorowitsch Kudrjaschow
Juri Fjodorowitsch Kudrjaschow (russisch Юрий Фёдорович Кудряшов, wiss. Transliteration Jurij Fëdorovič Kudrjašov; * 13. Oktober 1946 in Jelisowo, Kamtschatka) ist ein ehemaliger sowjetischer und russischer Biathlet und Biathlontrainer.
Juri Kudrjaschow war aktiver Biathlet bis 1976, 1970 wurde ihm der Titel Meister des Sports verliehen. Von 1967 bis 2002 war er als Trainer in verschiedenen Ausbildungszentren beschäftigt. Er betreute mehrere Meister des Sports der internationalen Klasse und trainierte Jugend- und Juniorenweltmeister, neben anderen auch Jewgenija Roppel. Ab März 2002 war er beim polnischen Biathlonverband als Jugendtrainer angestellt.